# هنری لزر
هنری لزر (به آلمانی: Henry Lesser) بازیکن فوتبال و هافبک اهل آلمان شرقی بود که از سال ۱۹۸۶ میلادی عضو تیم ملی فوتبال آلمان شرقی بوده‌است. وی در ۴ بازی ملی حضور داشته و در بازی‌های ملی‌اش گلی به ثمر نرساند. هنری لزر آخرین بازی ملی خود را در سال ۱۹۸۶ میلادی انجام داد.